# Listă de cărți: X
Lista cărți: A - Ă - B - C - D - E - F - G - H - I - Î - J - K - L - M - N - O - P - Q - R - S - Ș - T - Ț - U - V - W - X - Y - Z
- X-Planes and Prototypes - Jim Winchester
- X-Ray (The Unauthorized Autobiography) - Ray Davies (1995)
- Xala - Ousmane Sembene
- Xélucha and Others - M. P. Shiel (1975)
- Xenocide - Orson Scott Card